# Tulajlin
Tulajlin (arab. طليلين) – wieś w Syrii, w muhafazie As-Suwajda. W 2004 roku liczyła 451 mieszkańców.